# La Mort de Balzac
La Mort de Balzac ((francès) La Mort de Balzac) és un conjunt de tres subcapítols destinats inicialment per aparèixer a La 628-E8 de l'escriptor francès, novel·lista, dramaturg i periodista Octave Mirbeau, el novembre 1907, i retirats a l'últim moment a petició de la comtessa Mniszech, filla octogenària de la senyora Hanska. La Mort de Balzac va ser publicat per Pierre Michel i Jean-François Nivet el 1989, a l'editorials Lérot, i el 1999 a l'editorial Félin. La Mort de Balzac ha estat traduïda al català el 2012: traducció d'Anna Casassas, Sd·Edicions, Barcelona, col·lecció La Licorne, 75 p.